# Джованні Сіо
Джованні́ Сіо́ (фр. Giovanni Sio, нар. 31 березня 1989, Сен-Себастьян-сюр-Луар) — івуарійський  та французький футболіст, нападник турецького «Генчлербірлігі» та збірної Кот-д'Івуару.

## Клубна кар'єра
Народився 31 березня 1989 року в місті Сен-Себастьян-сюр-Луар. Вихованець футбольної школи клубу «Нант».
У дорослому футболі дебютував 2007 року виступами за команду «Реал Сосьєдад Б», в якій провів два сезони, взявши участь у 37 матчах чемпіонату. В сезоні 2008-09 також провів два матчі за головну команду «Реал Сосьєдада».
Згодом з 2010 по 2011 рік грав у Швейцарії за «Сьйон», з яким став володарем Кубка Швейцарії. 
На початку 2012 року став гравцем німецького «Вольфсбурга», у складі якого закріпитися не зміг, натомість був відданий в оренду, спочатку до «Аугсбурга», а згодом до французького «Сошо».
До складу клубу «Базель» приєднався 16 серпня 2013 року, уклавши 4-річний контракт. У сезоні 2014/15 втратив місце в основному складі та на другу половину сезону був відданий в оренду до французької «Бастії».
Улітку 2015 повернувся до Франції на постійній основі: контракт Сіо викупив «Ренн» за 2 мільйони євро. Він провів два доволі результативні сезони, забивши 16 голів у 68 матчах чемпіонату.
18 липня 2017 перейшов до «Монпельє» за 2,2 мільйони євро. Після успішного сезону 2017/18 (10 голів у 33 матчах чемпіонату) Сіо мав конфлікт з тренером Мішелем Тер-Закаряном та керівництвом клубу, відмовившись тиснути руку тренеру після того, як був замінений (цей матч виявився останнім за клуб для Сіо). Зрозумівши, що він надалі гратиме лише за дубль, Сіо погодився піти в оренду до клубу «Аль-Іттіхад» (Калба) з ОАЕ.
У липні 2019 перейшов до турецького «Генчлербірлігі».

## Виступи за збірні
2002 року дебютував у складі юнацької збірної Франції, взяв участь у 38 іграх на юнацькому рівні, відзначившись одним забитим голом.
На рівні національних збірних вирішив захищати кольори історичної батьківщини, Кот-д'Івуару, і 2013 року дебютував в офіційних матчах у складі національної збірної цієї країни. Відтоді станом на 21 листопада 2019 провів у формі головної команди країни 26 матчів.

## Титули і досягнення
- Чемпіон Швейцарії:

«Базель»:  2013–14
- Володар Кубка Швейцарії:

«Сьйон»:  2010–11